# Libyella
Libyella Pamp. é um género botânico pertencente à família Poaceae.